# Großformatkamera

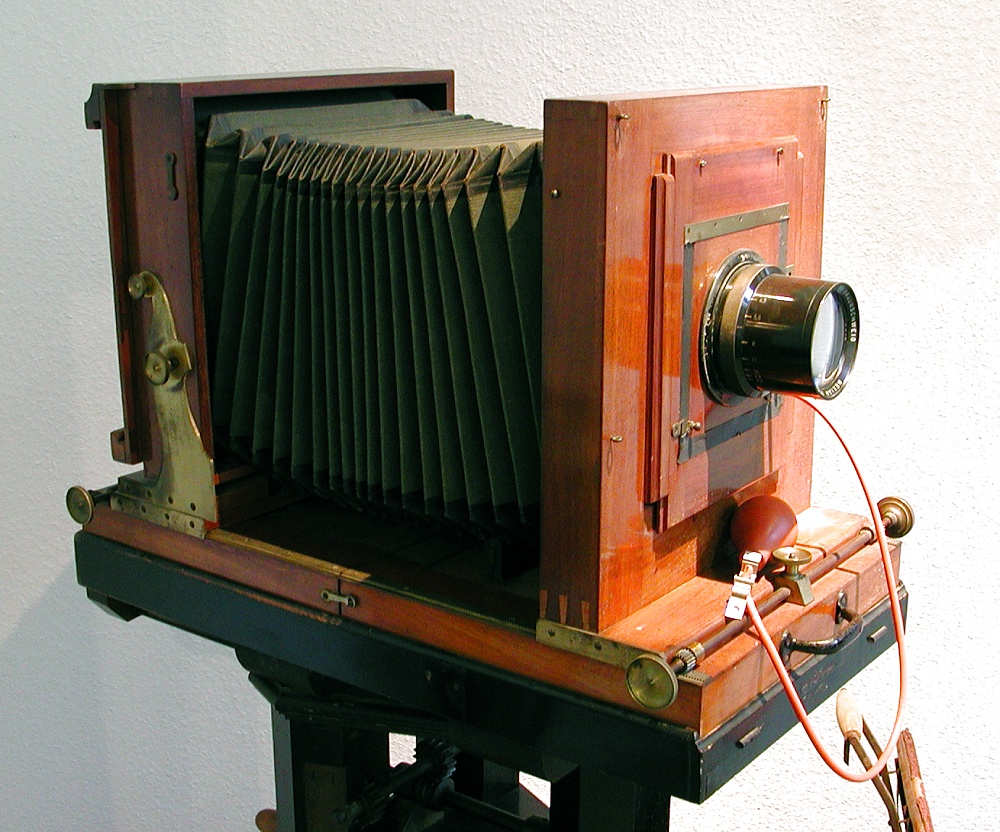
Historische Großformatkamera

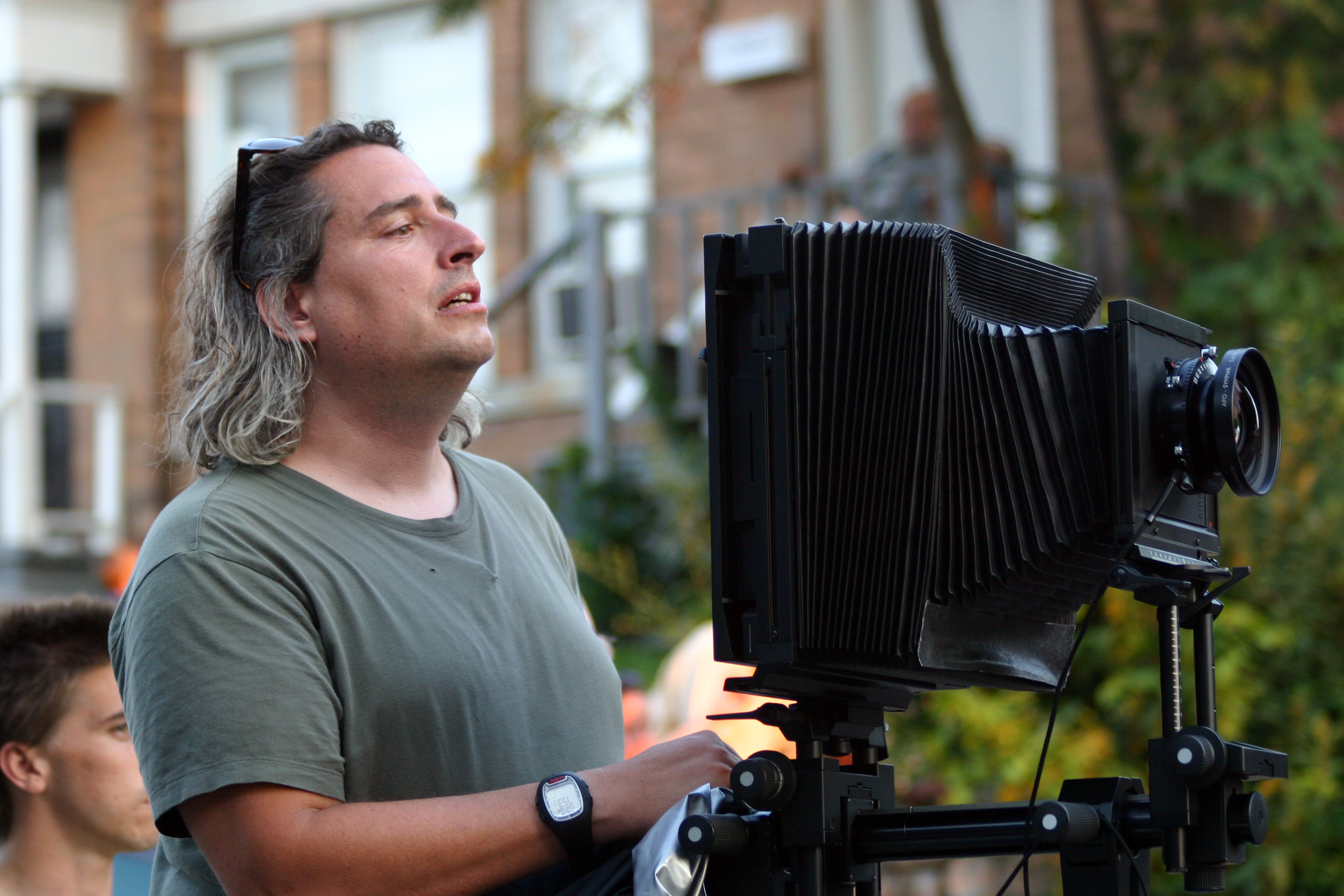
Der Fotograf Gregory Crewdson mit einer 8x10-Großformatkamera

Großformatkameras sind eine Bauform fotografischer Kameras, die nach dem verwendeten Filmformat benannt ist. Sie nutzen Planfilm, also einzelne Blätter auf einem verhältnismäßig starken Trägermaterial, zur Aufzeichnung von Bildern. Früher wurden hierzu fotografische Platten (Glasplatten) verwendet. Das größere Aufnahmeformat gewährte bis zur Erfindung des Gradationswandelpapiers wesentlich größere Gestaltungsmöglichkeiten als Mittel- und Kleinformate.
Planfilm wird in Kassetten eingelegt; in speziellen Rückteilen kann auch 120er- und 220er-Rollfilm genutzt werden. Üblich sind Formate wie 6 cm × 9 cm (Mittelformat), 9 cm × 12 cm, 13 cm × 18 cm, 18 cm × 24 cm und größer. Verbreitet sind auch nichtmetrische Formate wie 4 × 5 Zoll, 5 × 7 Zoll oder 8 × 10 Zoll. Bildformate größer als 8 × 10 Zoll bezeichnet man als Ultragroßformat. 
Einzelaufnahmen können einzeln entwickelt werden, schnelle Bildserien sind aufgrund der Kamerakonstruktion und Handhabung nicht möglich. Ebenso wie im Mittelformat gewinnen im Großformatbereich leistungsfähige Digitalrückteile für die Digitalfotografie zunehmend an Bedeutung.
Bei den Großformatkameras unterscheidet man zwei grundlegende Bauformen. Die Laufbodenkamera (engl.: field camera), teilweise mit Messsucher, eignet sich speziell für den mobilen Einsatz. Überwiegend im Studio findet man dagegen die Fachkamera auf optischer Bank (engl.: view camera). Sehr selten ist die Großformatkamera auch als XY-Fachkamera oder als starre Kamera ausgeführt.

## Bestandteile
Großformatkameras haben folgende Bestandteile:
- Den Laufboden bzw. die optische Bank (ein Rohr oder eine stabile Schiene), auf der beweglich montiert sind:
- Die Frontstandarte: Sie nimmt die auswechselbare Objektivplatte mit den Objektiven auf.
- Die Bildstandarte: Sie trägt die Mattscheibe zur Einstellung und nimmt während der Aufnahme die Planfilmkassetten oder Filmmagazine auf.
- Beide Standarten sind durch einen lichtdichten Balgen aus Leder oder Nylon miteinander verbunden.

## Einstellmöglichkeiten

Laufbodenkamera mit vielen Verstellmöglichkeiten

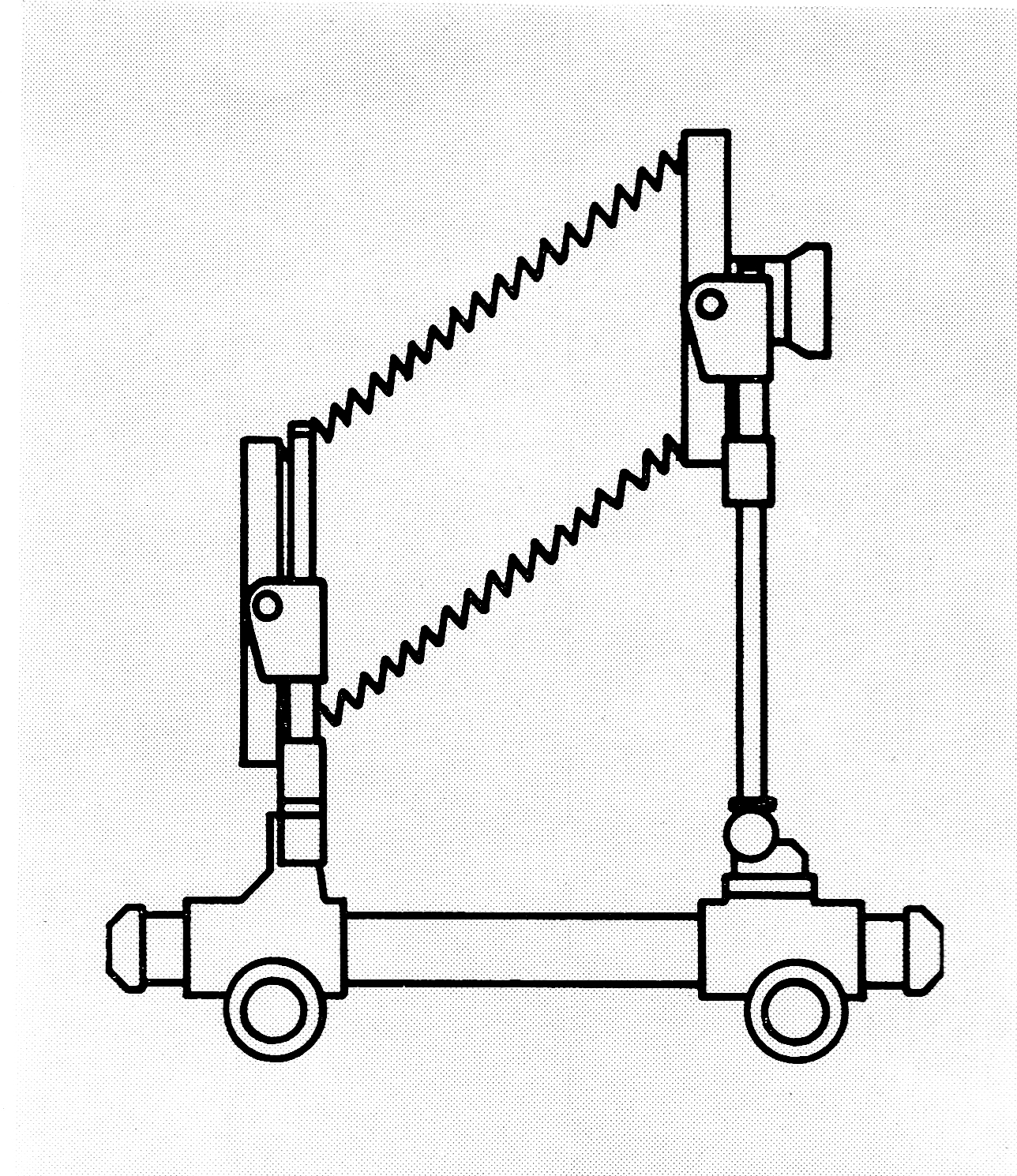
Parallelverschiebung (Objektivstandarte zum Rückteil) erlaubt Architekturaufnahmen ohne stürzende Linien

Großformatkameras werden durch Veränderung des Abstandes der beiden Standarten voneinander fokussiert und bieten darüber hinaus umfangreiche Verstellmöglichkeiten:
- Höhen- und Tiefenverschiebung
- Seitenverschiebung
- Zentralschwenkung
- Vertikalschwenkung
- Basisschwenkung

Die horizontale oder vertikale Verschiebung (Shiften) der Objektivstandarte verändert den Bildausschnitt und die Perspektive. Bei der horizontalen oder vertikalen Verschiebung der Mattscheibenstandarte verändert sich der Bildausschnitt. Bei allen Verschiebungen bleiben die Objektiv- und Mattscheibenstandarten in jeder Richtung parallel.
Die horizontale oder vertikale Verschwenkung (Tilten) der Objektivstandarte verlagert die Schärfeebene. Bei der horizontalen oder vertikalen Verschwenkung der Mattscheibenstandarte verlagert sich die Schärfeebene, und es verändert sich die perspektivische Wirkung.
Bewegt man die Objektivstandarte auf der optischen Bank, verändert sich die Gegenstandsweite und damit der Abbildungsmaßstab. Außerdem lässt sich so grob scharfstellen. Die feine Scharfeinstellung erfolgt durch die Bewegung der Mattscheibenstandarte.
Diese Verstellmöglichkeiten setzen Objektive mit einem besonders großen Bildkreis voraus und ermöglichen eine sehr weit reichende Kontrolle über die Perspektive und Schärfentiefe. Die kontrollierte Schärfenebeneneinstellung nach Scheimpflug ist eine Spezialität von Fachkameras.
- Skizze 1.: Kamera steht ohne Verstellungen frontal dem rechten Gebäudeflügel gegenüber. Ansicht: Normal, linker Flügel perspektivisch
- Skizze 2.: Kamerastandpunkt wie 1., Objektiv nach rechts verschoben, Kamera nach links gedreht, bis das Gebäude wieder ganz im Bild ist. Linker Flügel kleiner als bei 1., rechter Flügel perspektivisch gestreckt, Fluchtpunkt links.
- Skizze 3.: Kamerastandpunkt wie 1., Objektiv nach links verschoben, Kamera nach rechts gedreht, bis das Gebäude wieder ganz im Bild ist. Linker Flügel größer als bei 1., rechter Flügel perspektivisch gestreckt, Fluchtpunkt rechts.
- Skizze 4.: Kamera steht nach links versetzt, frontal zum Gebäudeknick. Kamera ist nach rechts gedreht, aber nicht verstellt. Perspektivische Darstellung mit rechtem Fluchtpunkt. Linker Gebäudeflügel größer als bisher, rechter Gebäudeflügel kleiner als bisher.
- Skizze 5.: Kamerastandpunkt wie 4., Objektiv nach links verschoben, Kamera weiter nach rechts gedreht. Überhöhung der Perspektive gegenüber 4.

## Digitale Großformatfotografie
Wie auch im Mittelformatbereich wird in der Großformatfotografie mit digitalen Kamerarückteilen gearbeitet, die an bereits bestehende Modelle angebracht werden. So werden alte Systeme ergänzt. Die Auflösung geht hierbei (bei One-Shot-Systemen) bis ca. 11000 × 7500 Pixel (Stand: Februar 2007). Im Stillleben-Bereich können auch Scan-Rückteile für Fachkameras verwendet werden, die das Bild mehrmals abtasten und so eine höhere Auflösung erzielen. Es gibt zahlreiche Hersteller, die diese digitalen Rückteile anbieten. Mit der Weiterentwicklung der Digitaltechnik bieten auch immer mehr Hersteller kleinere Modelle ihrer klassischen Fachkameras an. Sie tragen damit der Tatsache Rechnung, dass die Kameras für die relativ kleinen Digital-Sensoren und leistungsfähigeren Filmemulsionen überdimensioniert sind. An ihnen können dann entweder Digital-Rückteile oder Rollfilm-Magazine (bis 6 cm × 9 cm) eingesetzt werden. So genannte „kleine Fachkameras“ haben die gleichen Verstellmöglichkeiten wie ihre großen Vorgänger, sind aber präziser einzustellen und wesentlich handlicher. Dasselbe gilt auch für die klassischen Fachobjektive. Zwar kann man seine alten Fachobjektive auch mit einem Digital-Rückteil nutzen, in der Praxis erweist sich das jedoch als wenig zufriedenstellend. Die Brennweiten sind für die kleinen Formate viel zu lang (man würde z. B. eine 72-mm-Weitwinkel-Konstruktion als Normal-Objektiv nutzen) und die Qualität so großer Linsenkonstruktionen ist nur mäßig, da sie ihre Formatvorteile und großen Bildkreise gar nicht ausspielen können.

## Objektive

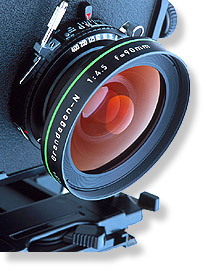
Großformatkamera mit Weitwinkelobjektiv

Großformat-Objektive sind verfügbar im Bereich von etwa 36 mm (für Filmformat 6 cm × 12 cm; 47 mm für 4 " × 5 ") bis 1.200 mm. Durch die verhältnismäßig kleine Aufnahmefläche sind für Digitalrückteile auch schon Weitwinkelobjektive ab 24 mm Brennweite erhältlich. Die Fachkameraobjektive sind auf Objektivplatten montiert und dadurch an verschiedenen Kamerasystemen einzusetzen. Man kann dadurch das Objektiv auf eine andere Objektivplatte montieren und sie an einer anderen Kamera einsetzen. Die Optiken sind auf das jeweilig maximale Filmformat abgestimmt, so dass das Aufnahmematerial noch im Luftbild/Bildkreis (bis Durchmesser 50 cm) des Objektivs verschoben werden kann.
Wie im Kleinbildbereich, so unterscheidet man auch bei den Fachobjektiven:
- Weitwinkelobjektive
- Normalobjektive
- langbrennweitige Objektive (sinngemäß Teleobjektive).

Diese Einteilung bezieht sich auf das jeweilige Aufnahmeformat. Beim Bildformat 9 cm × 12 cm sind Objektive von 135 mm oder 150 mm Brennweite als Normalobjektive anzusehen. Objektive mit kürzerer Brennweite haben bei diesem Format einen größeren Bildwinkel, es sind Weitwinkelobjektive. Längere Brennweiten haben einen entsprechend kleineren Bildwinkel.
Im Gegensatz zu „normalen“ Linsenkonstruktionen (z. B. Repro-Objektive), deren Auszug (Abstand zwischen Filmebene und Objektivebene) der angegebenen Brennweite des Objektivs entspricht, erfordern Großformat-Teleobjektive durch eine besondere Linsenkonstruktion einen kürzeren Kameraauszug.
Analog dazu arbeitet man im Weitwinkelbereich mit Retrofokus-Konstruktionen, um den Abstand zwischen Film- und Objektivebene zu vergrößern.
Heute ist die Produktion von Fachobjektiven stark eingeschränkt, da die großen Aufnahmeformate kaum noch verwendet werden.
Der enorme Fortschritt bei der Entwicklung immer feinkörnigerer Filmemulsionen, die auch schon im Mittelformat (45 mm × 60 mm, 60 mm × 60 mm und 60 mm × 90 mm) hervorragenden Detailreichtum zeigen, lässt das klassische Großformat aussterben bzw. als Nische für konventionell arbeitende Fotografen noch bestehen. Dazu kommen die qualitativ sich ständig verbessernden Digitalkameras/Digitalrückteile an Mittelformatkameras und die komfortablen Möglichkeiten der digitalen Bildbearbeitung.
Die Belichtungszeit bei Aufnahmen mit Großformatobjektiven werden entweder über eingebaute Zentralverschlüsse oder über einen Hinterlinsenverschluss gesteuert. Der Zentralverschluss ist im Objektiv zwischen dem Vorderglied und dem Hinterglied eingebaut.
Das bedeutet, dass jedes Objektiv grundsätzlich einen eigenen Verschluss benötigt.
Der Hinterlinsenverschluss befindet sich hinter dem Aufnahmeobjektiv an der Kamera.
Die entsprechenden Objektive besitzen keinen eigenen Verschluss, sondern in der Regel nur eine  Blendenmechanik.
Weber unterscheidet drei Arten von Objektiven:
- Lichtstarke Objektive (Lichtstärke 1:2,8–1:3,5),
- Objektive mit großem Bildkreisdurchmesser (Lichtstärke 1:5,6–1:8) und
- Spezialobjektive für Anwendungsgebiete wie Makro- und Porträtfotografie (z. B. Makro-, Weichzeichner- und Reproobjektive).

## Bedeutung
Schärfe, Farbenreichtum, Tonabstufungen und Detailreichtum von Großformat-Fotografien waren bisher allen kleineren Formaten überlegen; daher war das Hauptanwendungsgebiet von Großformatkameras wohl auch die von Fachfotografen durchgeführte anspruchsvolle Architektur-, Porträt-, Landschafts- und Industrie-Produktfotografie (im Fotostudio).
Die Einstellung ist jedoch oft zeitaufwändig und kompliziert, die Ausrüstung sehr schwer und teuer. Jedoch gibt es auch Großformathandkameras.
Andreas Feininger wies noch 2001 darauf hin, dass die Arbeit mit Großformatkameras im Vergleich mit Kleinbildkameras schwieriger und zeitraubender in der Bedienung sei; dennoch erweise sich „als beste Kamera die größte […], die unter den betreffenden Aufnahmeumständen gerade noch zufriedenstellend zu handhaben ist“.
Einer der bekanntesten Fotografen, der Großformatkameras nutzte, war der amerikanische Landschaftsfotograf Ansel Adams, dieser äußerte sich in Bezug auf die Größe der Kamera ähnlich wie Feininger: Benutze immer die größte Kamera, die Du gerade noch tragen kannst.

## Sonstiges
Die größte begehbare Großformatkamera der Welt mit einer Größe von 7 m × 4 m × 3 m ist die Imago 1:1.